# 밀랸 밀랴니치
밀랸 밀랴니치(세르비아어: Миљан Миљанић; 1930년 5월 4일, 유고슬라비아 왕국 비톨라 ~ 2012년 1월 13일, 세르비아 베오그라드)는 유고슬라비아와 세르비아의 축구 선수, 감독이자 행정가로, 현역 선수 시절 수비수로 활약하였다.
유고슬라비아 왕국의 지배를 받고 있던 북마케도니아 비톨라에서 몬테네그로 닉시치의 베냐니족 출신 가정에서 난 밀랴니치는 훗날 유고슬라비아 SFR의 마케도니아 SR를 거쳐 현재의 북마케도니아가 되는 지역에서 유년 시절을 보냈다.
화려한 이력을 자랑하는 감독으로, 밀랴니치는 츠르베나 즈베즈다를 이끌고 10번 대회를 우승하였고, 레알 마드리드에서는 라 리가를 2년 연속 우승하고, 1974-75 시즌에는 리그와 코파 델 레이를 모두 석권해 2관왕을 달성했으며, 발렌시아에서는 1982-83 시즌 4분의 3의 기간 동안 리그 17위를 기록하는 실망스러운 행보를 보였으나, 유고슬라비아 국가대표팀 감독으로는 1974년과 1982년에 2차례 FIFA 월드컵 본선에 진출하였다.
그는 세르비아 몬테네그로 축구 협회 회장으로 강력한 권한을 행사한 것으로도 알려져 있는데, 그는 2001년에 사임하기 전까지 이 직위를 맡았다.
그는 유고슬라비아 축구계에 큰 영향을 끼쳐 차세대 감독들인 치로 블라제비치, 이비차 오심, 토자 베셀리노비치 등의 감독들을 제자로 두었다. 그가 많은 추종자들을 거느리기도 하지만 밀랴니치는 전매특허인 신중한 수비 전술과 노장에 크게 의존하는 성향의 단점이 있고, 이는 유고슬라비아 국가대표팀이 1970년대에서 1980년대까지 괄목할 만한 성적을 내지 못하게 막았다.
2002년, 그의 축구에 대한 공헌으로, 밀랴니치는 FIFA로부터 최고의 상인 FIFA 명예의 훈장을 받게 되었다.

## 유년 시절
밀랴니치는 1930년 기하학자이자 그의 부친인 아킴 밀랴니치가 2년 전인 1928년에 가족을 이끌고 업무 목적으로 입주한 비톨라에서 출생했다. 아킴은 앞서 1922년에 몬테네그로의 바냐니 거주지역에서 베오그라드로 이주하여 새로 개교한 측지학 학교에서 수학하였다. 그의 가족은 부친 말고도 모친 조르카와 자매인 미라와 나다가 있었다.
1941년, 나치 독일이 유고슬라비아 왕국을 침공하고, 점령하고, 해체하여 지역별로 이웃 추축국들이 지배하자, 밀랴니치 가문은 불가리아가 점령하고 바르다르 바노비나의 수중에 떨어진 비톨라를 떠나야만 했다. 피난길에 오른 가족은 우선 야고디나 마을에 정착하였고, 이후 크라구예바츠로 이동하였는데, 이 곳은 1941년 10월에 독일 국방군이 민간인을 2,700명을 학살하기에 이르렀다.
1944년, 14세의 말랴니치는 크라구예바츠에서 유고슬라비아 유격대에 합류한 것으로 보고되었다.
제2차 세계 대전 종전 후, 밀랴니치 가족은 1946년에 베오그라드로 이주했다.

## 감독 경력

### 유고슬라비아 국가대표팀
밀랴니치는 유고슬라비아 국가대표팀 사령탑을 역임했는데, 1기는 1965년부터 1966년까지였다. 2기와 3기는 각각 1973년부터 1974년까지, 1979년부터 1982년까지로, 1974년과 1982년 FIFA 월드컵 본선에 참가하였다.
1992년까지, 유고슬라비아 국가대표팀 감독은 보스니아 출신이자 UEFA 유로 1992 본선 진출권을 이비차 오심이 맡고 있었다. 그러나 사라예보 포위전으로 오심의 가족이 위기에 처하자, 오심은 5월 23일에 사임을 발표했다. 그를 대신하여 유고슬라비아 협회는 이슬람 여성을 배우자로 맞이한 세르비아의 이반 차브리노비치와 밀랴니치에 공동 감독직을 맡겼다. 감독 선임 이튿날, 선수 명단이 발표되었다. 밀랴니치와 차브리노비치 감독의 지도 하에 유고슬라비아는 피렌체에서 피오렌티나를 상대로 적은 수의 관중이 크게 야유를 하는 가운데 딱 한 번 비공식 경기를 치렀다. 유고슬라비아가 유고슬라비아 전쟁으로 대회에서 실격될 것이라는 소문이 당일 알려졌고, 밀랴니치는 선수들을 실력보다 출신별로 차출했냐고 많아지는 질문에 역겨움을 표시했고, 축축한 눈으로 대답했다: "우리는 환영받지 않았습니다? 무엇입니까? 우리를 더 이상 원하지 않는다고요?" 5월 31일, 선수단이 스웨덴에 도착한 가운데, 본선 개막 열흘을 앞두고 실격이 확정되었다.

### 레알 마드리드
1974년 2월 고전 더비에서 요한 크라위프의 바르셀로나를 상대로 산티아고 베르나베우에서 0-5 완패를 당하고, 그 시즌 리그를 8위로 마감하면서, 레알 마드리드 역대 최장 기간 역임한 감독인 미겔 무뇨스가 경질되고 시즌 도중에 취임한 루이스 몰로니의 레알 마드리드 감독 임기가 짧은 시일 내에 끝났다.
그 해 여름 이적 시장에서, 구단의 전설적인 산티아고 베르나베우 예스테 회장은 대대적인 개혁이 필요하다고 생각하였고, 밀랸 밀랴니치를 1974년 7월 5일에 레알 마드리드 감독으로 내정하였다. 세르비아인 감독의 권한은 같은 국적의 스레츠코 "펠릭스" 라디시치를 체력 코치로 데려오는 것밖에 없었다. 라디시치는 그에 따라 구단 역사상 최초의 체력 코치로 기록되었다. 밀랴니치의 나머지 감독진은 구단이 배정했는데, 후안 산티스테반이 골키퍼 코치를 맡았고, 안토니오 루이스가 수석 코치로 보좌하게 되었다.
밀랴니치는 레알 마드리드의 훈련에 여러면에서 참신한 변화를 이끌어냈다. 체력과 전술적 준비에 집중하면서, 그는 일간 훈련 횟수를 1번에서 3번으로 증가시켰는데, 이는 처음에 불만을 샀다. 그 외에도 그는 선수로 하여금 공에 2번 이상 발을 대지 못하게 하였고, 선수들 전체가 정밀한 조직력을 통해 작동하며 흠 잡을 데 없이 길게 공을 넘기도록 하였다. 그는 피리를 중원에서 후방으로 내려 최후방 수비를 맡도록 하였고, 공격을 전개할 경우 가운데로 공을 넘겨 공격수인 산티야나나 에스파뇰에서 이적한 로베르토 마르티네스가 마무리하도록 하였다. 덧붙여서, 밀랴니치는 미겔 앙헬이 문지기를 맡도록 하였고, 수비형 미드필더 비센테 델 보스케, 노련한 우측 미드필더 아만시오 아마로, 서독의 미드필더 귄터 네처, 바이에른에서 새로 들어온 수비수 파울 브라이트너, 그리고 유소년부에서 갓 올라온 신예 수비수 호세 안토니오 카마초를 포진시켰다. 매력적이지 못한 경기력에 지지자들의 비판을 받기도 했지만, 레알 마드리드는 밀랴니치의 1년차에 리그와 컵을 모두 석권하여 2관왕을 달성하였고, 컵위너스컵에서 밀랴니치의 친정 구단 츠르베나 츠베즈다와의 8강전에서 승부차기로 밀리기 전까지 순항했다. 츠르베나 즈베즈다와의 경기는 1975년 3월, 2번에 걸쳐 진행되었는데, 밀랴니치는 베오그라드 원정 2차전에서 친정을 상대로 앞서나갈 경우 감당할 수 없다고 판단하고 "저는 제 마음을 배신할 수 없습니다"라고 말하며 선수단을 따라 원정길에 오르지 않아 논란을 일으켰다. 그 대신, 그는 마드리드에 기자들을 불러모아 경기를 텔레비전 중계로 지켜보았다. 1차전에서 2-0으로 이겼던 레알 마드리드는 밀랴니치 대신에 안토니오 루이스의 지휘를 받아 임전했지만, 머랭 군단은 베오그라드에서 0-2로 지고, 승부차기 끝에 탈락하였다.
1976-77 시즌을 무관으로 마무리한 후, 밀랴니치는 1977년 9월에 레알 마드리드 감독으로 4년차를 시작했다. 그러나, 살라망카와의 리그 개막전에서 1-2로 지면서 밀랴니치는 사표를 제출했다.

## 사생활
밀랴니치는 올리베라 "베라" 렐리치를 배우자로 맞이해 슬하에 두 자식을 두었다: 아들은 밀로시 밀랴니치는 전 축구 선수이자 감독이며, 딸은 조르카이다.
그는 2012년 1월 13일, 알츠하이머병으로 수 년을 투병한 끝에 81세의 나이로 세르비아 베오그라드에서 영면하였다. 구단의 전 거장을 애도하면서, 조제 모리뉴가 이끄는 레알 마드리드는 이튿날 마요르카와의 리그 원정 경기에서 검은 완장을 차고 경기를 치렀다.

## 수상

### 감독
츠르베나 즈베즈다
- 유고슬라비아 1부 리그: 1967–68, 1968–69, 1969–70, 1972–73
- 유고슬라비아 컵: 1967–68, 1969–70, 1970–71
- 미트로파컵: 1967–68

레알 마드리드
- 라 리가: 1974–75, 1975–76
- 코파 델 헤네랄리시모: 1974–75

### 행정가
- FIFA 명예의 훈장: 2002[1]